# Alessandra Amoroso
Alessandra Amoroso [alesandra amorozo], italijanska pop, soul pevka, * 12. avgust 1986 Galatina, Lecce, Italija. 
Leta 2009 je bila zmagovalka italijanske resničnostne oddaje Amici di Maria De Filippi.

## Biografija in kariera

#### Njeni začetki
Že od svoje mladosti, se je Alessandra udeleževala številnih lokalnih tekmovanj in na njih prejemala dobre rezultate. Junija 2007 se je udeležila tekmovanja ‘Fiori di Pesco’ in s pesmijo ‘Amor mio’ zmagala. Nagrajena je bila z Mogolom. Že pri rosnih sedemnajstih letih se je udeležila avdicije za Amici di Maria De Filippi, vendar ni bila uspešna.

#### Amici di Maria De Filippi
Svojo srečo je znova poskusila 5. oktobra 2008 in s singlom Alicie Keys – ‘If I Ain’t Got You’, bila sprejeta v osmo sezono šova Amici di Maria De Filippi. Predsednik založbe Sony Music Italy, Rudy Zerbi, je Alessandri podelil tri do sedaj še neobjavljene single. Udeležila se je snemanja singla Scialla za oddajo, pesem ‘Find a way’ je dosegla četrto mesto na lestvici, pesem ‘Immobile’ pa je dosegla sam vrh lestvice. 
Da je bila Amorosina pot tako uspešna, gre zahvala njeni posebni barvi glasu, ki jo je od začetka razlikovala in aplicirala na njeno edinskost. Tudi vsi učitelji, predvsem pa Luca Jurman, so prepoznali ta unikaten dar. 25. marca 2009 je bila Alessandra razglašena za zmagovalko šova Amici di Maria De Filippi. Prejela je nagrado v višini 200.000 €, še istega večera pa je prejela tudi štipendijo vredno 50.000€. Z denarjem Alessandra nadaljuje študij petja pri učitelju Lucu Jurmanu. 

#### Stupida
Po uspešno zaključenem šovu je Alessandra dne 27. marec 2009 izdala svojo prvo pesem ‘Stupida’. Pesem je požela val navdušenja in zasedla prvo mesto v Federation of the Italian Music Industry (FIMI). 10. aprila 2009 je založba Sony Music Italy izdala njen prvi album, Stupida. Album je s svojimi 32.000 kopijami postal eden izmed najbolj iskanih in prodajanih. 6. junija 2009 je Alessandra v Veroni prejela dve pevski nagradi ‘Wind Music Award’. Eno za najbolje prodajan album ‘Stupida’, drugo  pa za kompozicijo ‘Scialla’.
Od 20. junija 2009 do 22. septembra 2009 je imela Alessandra po Italiji svojo prvo turnejo z albumom Stupida. Poleg tega je sodelovala tudi na turneji Radio Norba Battiti Live in Trl On Tour ter turneji organizirani preko šova Amici di Maria De Filippi.
21. junija 2009 je na stadionu San Siro v Milanu nastopila tudi na koncertu glasbenice Laure Pausini  "Amiche per l’abruzzo’’.

#### Senza nuvole
Alessandra je 12. septembra 2009 med ‘Reggaexplosion’ v Rimu pela z italijansko skupino Sud Sound System in tako uresničevala svoje sanje. 3. oktobra 2009 se je udeležila pevskega dogodka O'Scià, ki ga redno organizira Claudio Baglioni. 31. julija 2009 med turnejo 'Stupida', je založba Sony javno razglasila datum izida Alessandrinega prvega samostojnega albuma, tj. 25. september 2009. Naslov ima 'Senza nuvole'. Hit albuma  je bila pesem 'Estranei a partire da ieri', ki se je na radiu predvajala že od 28. avgusta dalje. Izjema je bil RTL 102.5, kateri jo je predvajal že 24. avgusta. 8. oktobra je v klubu Limelight v Milanu prvič javno predstavila svoj album. Album je takoj po izidu dosegel prvo mesto na italijanski lestvici Federation of the Italian Music Industry, in se tam obdržal kar štiri tedne. Naslednji uspešen singel iz tega albuma ima naslov Senza nuvole, ki je posnet tudi za soundtrack filma ‘Love 14’, Federica Moccie.  Video te pesmi je bil decembra v Rimu na festivalu Clip Film Festival izbran za najboljšega v letu 2009. V tem času je Alessandra sodelovala tudi z Giannijem Morandi, s katerim sta posnela tudi duo ‘ Credo nell’amore’, ki je v albumu ‘Canzoni da non perdere’.
Od novembra 2009 je Alessandra tudi promotorka dobrodelne akcije ‘Aiutiamo Francesco, katera pomaga sedem letnemu dečku s periventrikularno levkomalacijo. 
Decembra 2009 je Alessandra skupaj z drugimi artisti, kot so J Ax in Marracash, za Radio Deejay posnela Christmas jingle z naslovom 'Questo natale'. 
Od 21. januarja 2010 do 13. marca 2010 je bila Alessandra polno zaposlena z zimsko turnejo imenovano Senza Nuvole Live Tour. 
Na festivalu Sanremo 2010 je Alessandra zapolnila Ariston Theatre, ko je pela v duetu z zmagovalcem festivala Valeriem Scanu.
Singel 'Arrivi tu' iz tega albuma je postal hit poletja 2010. 8. maja 2010 se je Alessandra udeležila TRL Awards 2010 in prejela nagradi za kategoriji MTV TRL First Lady and My Trl Best Video. Pravtako se je Alessandra udeležila tekmovanja Wind Music Awards 2010 in prejela nagrado za album Senza nuvole.
Od 4. julija 2010 do 12. septembra 2010 je bila Alessandra zaposlena s poletno turnejo imenovano Un'Estate Senza Nuvole Live Tour.
Prvi album Alessandre Amoroso se je prodal v več kot 210.000 kopijah in zaradi tega prejel trojni platinum. 

#### Il mondo in un secondo
15. junija 2010 je Sony Music Italy napovedal izid drugega Amorosinega albuma z naslovom Il mondo in un secondo. Album je bil predstavljen s pesmijo ‘La mi storia con te’, in sicer 1. septembra 2010. Pesem je požela velik uspeh. Postala je ena izmed desetih najbolj poslušanih pesmi na radiu in druga na lestvici FIMI (the most downloaded chart).  
Prav tako je bila pesem ‘La mia stori con te’ izbrana za soundtrack italijanskega filma ‘La figlia di Elisa 2’. 

## Nagrade

### 2009
- Zmagovalka tekmovanja Amici di Maria De Filippi
- Nagrada Double disc of platinum za album Stupida
- Wind Music Award za kompilacijo Scialla in album Stupida

### 2010
- Nagrada Disc of platinum za pesem Immobile
- Nagrada Disc of gold za pesem Senza nuvole
- Nagrada Triple disc of platinum za album Senza nuvole
- Wind Music Award za najbolje prodajani album Senza nuvole